# Jensenia florschuetzii
Jensenia florschuetzii är en bladmossart som beskrevs av Gronde. Jensenia florschuetzii ingår i släktet Jensenia och familjen Pallaviciniaceae. Inga underarter finns listade i Catalogue of Life.